# Piper umbellatum
Piper umbellatum är en pepparväxtart som beskrevs av Carl von Linné. Piper umbellatum ingår i släktet Piper och familjen pepparväxter. Inga underarter finns listade i Catalogue of Life.